# 安圭拉拉河岸

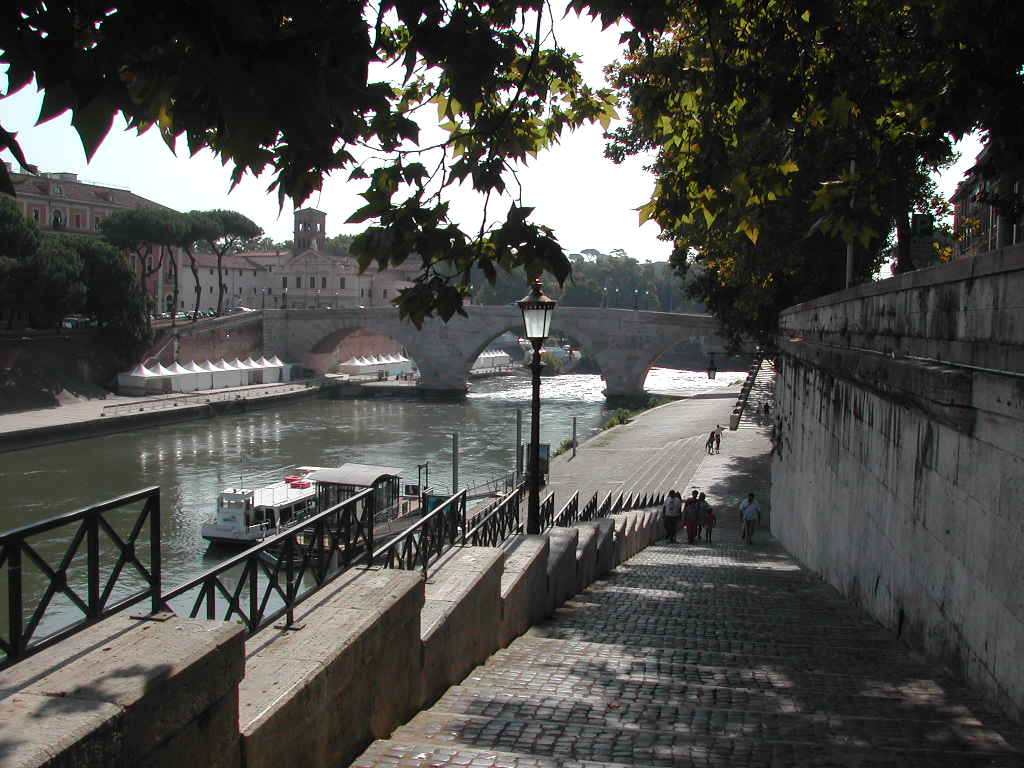

安圭拉拉河岸（Lungotevere degli Anguillara）是意大利罗马特拉斯提弗列区的一段台伯河岸，连接朱塞佩·焦阿基诺·贝利广场与Alberteschi河岸。
河岸得名于强大的安圭拉拉家族，在该区拥有一座宫殿和一个塔楼。
1886年以前，安圭拉拉河岸的原名为切斯提奥，得名于从这里通往台伯岛的切斯提奥桥。